# Nepinnotheres rathbunae
Nepinnotheres rathbunae is een krabbensoort uit de familie van de Pinnotheridae. De wetenschappelijke naam van de soort is voor het eerst geldig gepubliceerd in 1973 door Schmitt, McCain & Davidson.